# Fundacja Unaweza
Fundacja „UNAWEZA” – pozarządowa organizacja pożytku publicznego założona w 2019 przez dziennikarkę telewizyjną i podróżniczkę Martynę Wojciechowską. Organizuje i zapewnia pomoc polegającą na wsparciu finansowym i prawnym, edukacji, realizacji potrzeb (m.in. mieszkaniowych, zdrowotnych i bytowych) w celu wyrównywania szans kobiet, rodzin oraz dzieci i młodzieży z całego świata.
Fundacja za swoje działania otrzymała statuetkę MocArty w kategorii MocnaRzecz (2023; za projekt Młode głowy. Otwarcie o zdrowiu psychicznym) i srebrną nagrodę EFFIE dla organizacji non-profit, służby publicznej i politycznej (2024).
Nazwa fundacji pochodzi z języka suahili i w tłumaczeniu na język polski oznacza „możesz”. 

## Zadania
Do zadań fundacji należy:
- wyrównywanie szans rozwoju i wsparcie finansowe potrzeb zdrowotnych kobiet, rodzin i dzieci na całym świecie;
- świadczenie pomocy kobietom, rodzinom i dzieciom w trudnej sytuacji życiowej lub materialnej, m.in. w celu poprawy warunków bytowych i mieszkaniowych;
- wspieranie edukacji dzieci i młodzieży poprzez zapewnienie dostępu do edukacji dzieciom z najbiedniejszych rodzin;
- wspomaganie technicznie, szkoleniowo, informacyjnie lub finansowo organizacji pozarządowych;
- edukacja zdrowotna dostosowana do potrzeb dzieci i młodzieży;
- rozpoznawanie, eliminowanie lub ograniczanie zagrożeń i szkód dla zdrowia fizycznego i psychicznego;
- monitorowanie i ocena stanu zdrowia określonych grup społecznych;
- inicjowanie i prowadzenie działalności naukowej w zakresie zdrowia publicznego[6].

Fundacja realizuje swoje cele poprzez: 
- organizowanie i wspieranie zbiórek publicznych mających na celu pomoc finansową;
- organizowanie i udzielanie szeroko pojętej pomocy społecznej;
- dofinansowywanie kosztów leczenia dzieci;
- prowadzenie edukacji humanitarnej, rozwojowej i socjalnej, również w ramach międzynarodowej współpracy;
- inicjowanie, wspieranie lub prowadzenie badań w zakresie zdrowia publicznego, w tym zdrowia psychicznego, sytuacji ekonomicznej grup społecznych, edukacji publicznej oraz w zakresie innych kwestii społecznych i kulturowych; a także publikację i rozpowszechnianie wyników tych badań;
- prowadzenie warsztatów, spotkań i konferencji[6].

## Projekty
- Zafunduj dobro: charytatywny sklep internetowy, który wspiera podopiecznych fundacji[7].

### Polska
- Młode głowy. Otwarcie o zdrowiu psychicznym: projekt skupiający działania na edukacji i profilaktyce w zakresie zdrowia psychicznego w Polsce[8][9];
- #CorinneRunsForGood: Projekt stypendialny dla uczestniczek igrzysk paralimpijskich z Polski i Ukrainy[10];
- budowa domu dla nastoletnich mam i ich dzieci (współpraca z Fundacją Po Drugie)[11].

### Ukraina
- Pomoc rodzinom zastępczym i dzieciom z pieczy zastępczej ewakuowanym z Ukrainy (współpraca z Koalicją na rzecz Rodzinnej Opieki Zastępczej i ze Stowarzyszeniem Jedno Serce)[12];
- Wsparcie kobiet, które doświadczyły gwałtów wojennych (współpraca z organizacją SEMA Ukraine)[13].

### Madagaskar
- Projekt położniczy (współpraca ze Stowarzyszeniem Atelier de Dieu)[14]
- Warsztaty z szycia (współpraca w ramach programu edukacyjnego Sewing Together)[15]
- Rajd Victoria: projekt wspierający walkę z ubóstwem menstruacyjnym (współpraca w ramach programu edukacyjnego Sewing Together)[16].

### Tanzania
- Dom Tanga dla dzieci z albinizmem (współpraca ze Stowarzyszeniem Misji Afrykańskich)[17]

### Nigeria
- Pomoc dzieciom oskarżonym o czary w Nigerii (współpraca z organizacją Land of Hope)[18]

## Władze

### Zarząd Fundacji
- Martyna Wojciechowska – założycielka i prezes Zarządu Fundacji[1]
- Marta Anna Grajeta-Świdzińska – członkini Zarządu Fundacji[1]